# Louis Grech
Louis Grech (n. 22 martie 1947 în Hamrun)  este un om politic maltez, membru al Parlamentului European în perioada 2004-2009 din partea Maltei.